# Ferdinand Poise
Jean-Alexandre Ferdinand Poise (Nimes, 3 de junio de 1828 - París, 13 de mayo de 1892) fue un compositor francés autor de óperas cómicas, de las que escribía también el libreto, o participaba en su redacción. Estudió música en el conservatorio de París bajo la dirección de Adolphe Adam y Pierre Zimmermann. En 1852 obtuvo el Premio de Roma.

## Obras
- Bonsoir voisin, estrenada el 18 de septiembre de 1853 en el Théâtre de la Gaîté de París
- Les Charmeurs, estrenada el 17 de marzo de 1855 en el Teatro Lírico de París.
- Thé de Polichinelle, estrenada el 4 de marzo de 1856 en París.
- Le Roi Don Pèdre, estrenada el 30 de septiembre de 1857 .
- Le Jardinier galant, estrenada el 4 de marzo de 1861 en el Teatro Nacional de Ópera Cómica de París.
- La Poularde de Caux, estrenada el 17 de mayo de 1861 en la Comédie-Française de París
- Les Absents, fue estrenada el 26 de octubre de 1864 en el Teatro de Nacional de Ópera Cómica de Páris.
- Jean Noël, 1865.
- Le Corricolo, estrenada el 28 de noviembre de 1868, Teatro de Nacional de Ópera Cómica de Páris.
- Les Deux billets, fue estrenada el 19 de febrero de 1870 en el Théâtre de l'Athénée de París
- Les Trois souhaits, la primera representación tuvo lugar el 29 de octubre de 1873 Teatro de Nacional de Ópera Cómica de Páris.
- La Surprise de l'amour, 31 de octubre de 1877 en el Teatro de Nacional de Ópera Cómica de París.
- La Cigale et la fourmi, 1877.
- La Dame de compagnie, 1877.
- L'Amour médecin, 20 de diciembre de 1880 Teatro de Nacional de Ópera Cómica de Páris.
- La Reine d'une heure
- Joli-Gilles, 1884.
- Le Médecin malgré lui, 1887, París.
- Carmosine, 1928, Montecarlo.